# ماتيو ميلارا
ماتيو ميلارا (بالإيطالية: Matteo Melara)‏ (8 يوليو 1978 بميراندولا في إيطاليا - ) هو لاعب كرة قدم إيطالي في مركز الدفاع. لعب مع نادي أسكولي ونادي ألساندريا ونادي بولونيا ونادي تورينو ونادي سبيزيا ونادي كريمونيسي ونادي ليفورنو.